# Get Out!!
"Get Out!!" é o primeiro single de Busta Rhymes do seu quarto álbum Anarchy. Foi produzido por Nottz.
A canção usa um sample de "The Ugly Duckling" de The Richard Wolfe Children.

## Vídeo clipe
Há um videoclipe para esta canção, dirigido por Hype Williams.